# 馬連足球會
馬連足球會（Marine Association Football Club）是一支位於英格蘭克羅斯比的半職業足球會，現於英格蘭北部超級聯賽超聯組角逐。

## 外部連結
- Club website （页面存档备份，存于）
- The Crosender Way (Independent Marine FC Supporters Website) （页面存档备份，存于）